# L.A.S. Montana
LAS Montana conocido también como L.A.S. (1977-1999) fue un rapero francés miembro del grupo Intouchable y Mafia K'1 Fry.
Colaboró en 1999 en el primer LP de Intouchable pero fue encontrado atado y carbonizado en una furgoneta este mismo año. Las circunstancias del asesinato nunca fueron esclarecidas, aunque según cercanos se debería a un ajuste de cuentas por drogas.
Kery James le rinde homenaje en "Si c'était à refaire" salido en 2001, y se convirtió al islam, según él, habiendo sido este el último consejo que le dio L.A.S. antes de morir.
Otro componente de Intouchable, Mamad, también fue asesinado poco después en extrañas circunstancias, quedando hasta hoy 2 componentes, Demon One y Dry.